# Декларація прав дитини
Декларація прав дитини (іноді відома як Женевська декларація прав дитини) — міжнародна декларація, яка захищає права дитини; розроблена Еглантайн Джебб та проголошена Лігою Націй у 1924 році, а також у розширеній формі Генеральною Асамблеєю ООН 20 листопада 1959 року. Надалі цією датою щорічно відзначається Всесвітній день дитини. 20 листопада 1989 року на основі її структури та змісту Генасамблеєю ухвалена Конвенція про права дитини.

## Права дитини
- Принцип 1. Дитині повинні належати всі зазначені в цій Декларації права. Ці права мають визнаватися за всіма дітьми без будь-яких винятків і без відмінностей чи дискримінацій за ознакою раси, кольору шкіри, статі, мови, релігії, політичних або інших переконань, національного чи соціального походження, майнового стану, народження або іншої обставини, що стосується самої дитини чи її сім'ї.
- Принцип 2. Дитині законом або іншими засобами повинен бути забезпечений спеціальний захист і надані можливості та сприятливі умови, які дозволили б їй розвиватися фізично, розумово, морально, духовно та у соціальному відношенні здоровим і нормальним шляхом і в умовах свободи та гідності. При виданні з цією метою законів головним міркуванням має бути найкраще забезпечення інтересів дитини.
- Принцип 3. Дитині має належати від її народження право на ім'я і громадянство.
- Принцип 4. Дитина повинна користуватися благами соціального забезпечення. Їй має належати право на здорове зростання і розвиток; з цією метою спеціальні догляд і охорона повинні бути забезпечені як їй, так і її матері, включно з належним допологовим і післяпологовим доглядом. Дитині має належати право на відповідне харчування, житло, розваги та медичне обслуговування.
- Принцип 5. Дитині, яка є неповноцінною у фізичному, психічному або соціальному відношенні, повинні забезпечуватися спеціальні режим, освіта і піклування, необхідні з огляду на її особливий стан.
- Принцип 6. Дитина для повного і гармонійного розвитку її особи потребує любові та розуміння. Вона повинна, якщо це можливо, зростати під опікою і відповідальністю своїх батьків і, в усякому разі, в атмосфері любові й моральної та матеріальної забезпеченості; малолітню дитину не слід, крім тих випадків, коли є виняткові обставини, розлучати зі своєю матір'ю. На суспільстві та на органах публічної влади повинен лежати обов'язок здійснювати особливе піклування про дітей, що не мають сім'ї, і про дітей, що не мають достатніх засобів для існування. Бажано, щоб багатодітним сім'ям надавалась державна або інша допомога на утримання дітей.
- Принцип 7. Дитина має право на здобуття освіти, яка має бути безкоштовною і обов'язковою, в усякому разі на початкових стадіях. Їй має даватися освіта, яка сприяла б її загальному культурному розвиткові, і завдяки якій вона могла б на основі рівності можливостей розвинути свої здібності та особисте мислення, а також усвідомлення моральної та соціальної відповідальності, і стати корисним членом суспільства.
- Якнайкраще забезпечення інтересів дитини має бути керівним принципом для тих, хто відповідає за її освіту і навчання; ця відповідальність лежить насамперед на її батьках.
- Принцип 8. Дитина повинна за всіх обставин бути серед тих, хто першими одержують захист і допомогу.
- Принцип 9.Дитина повинна бути захищена від усіх форм недбалого ставлення, жорстокості й експлуатації. Вона не повинна бути об'єктом торгівлі в будь-якій формі. Дитину не слід приймати на роботу до досягнення належного вікового мінімуму; їй у жодному разі не повинні доручатися чи дозволятися роботи або заняття, які були б шкідливі для її здоров'я чи освіти або перешкоджали її фізичному, розумовому чи моральному розвиткові.
- Принцип 10. Дитина має бути захищена від практики, яка може заохочувати расову, релігійну або будь-яку іншу форму дискримінації. Вона повинна виховуватися в дусі взаєморозуміння, терпимості, дружби між народами, миру і загального братерства, а також у повному усвідомленні, що її енергія та здібності мають бути присвячені служінню на користь інших людей.

## Першоджерела
- Geneva Declaration of the Rights of the Child of 1924 [Архівовано 1 травня 2012 у Wayback Machine.] on the Children's Rights Portal [Архівовано 15 травня 2011 у Wayback Machine.]
- Declaration of the Rights of the Child of 1959 [Архівовано 1 травня 2012 у Wayback Machine.] on the Children's Rights Portal [Архівовано 15 травня 2011 у Wayback Machine.]
- [Архівовано 15 серпня 2019 у Wayback Machine.]